# Cyprus Basketball Division 1
La Cyprus Basketball Division 1 è la massima serie del campionato cipriota di pallacanestro.

## Storia
Il campionato nacque nel 1967 e da allora ha vissuto sulla contrapposizione tra l'AEL di Limassol e l'APOEL di Nicosia, che si sono spartite ventisei edizioni del torneo.
Altre squadre comunque alternarono buoni periodi: agli inizi degli anni 1970 le tre vittorie consecutive del PAEEK, sul finire degli anni 1970 e gli inizi degli anni 1980 fu la volta dell'Achilleas di Kaimakli, agli inizi degli anni 1990 le tre vittorie del Pezoporikos Larnaca.
A partire dal 2000, comunque il predominio della pallacanestro sull'isola è ritornato all'AEL, con ben cinque campionati consecutivi conquistati.

## Albo d'oro
- 1966-1967  Digenis Akritas Morphou
- 1967-1968  Digenis Akritas Morphou
- 1968-1969  ENAD
- 1969-1970  PAEEK
- 1970-1971  PAEEK
- 1971-1972  PAEEK
- 1972-1973  Pezoporikos Larnaca
- 1973-1974  AEL Limassol
- 1974-1975  Achilleas
- 1975-1976  APOEL
- 1976-1977  Achilleas
- 1977-1978  AEL Limassol
- 1978-1979  APOEL
- 1979-1980  AEL Limassol
- 1980-1981  APOEL
- 1981-1982  AEL Limassol
- 1982-1983  AEL Limassol
- 1983-1984  Achilleas
- 1984-1985  AEL Limassol
- 1985-1986  Achilleas
- 1986-1987  AEL Limassol
- 1987-1988  AEL Limassol
- 1988-1989  Keravnos
- 1989-1990  ENAD
- 1990-1991  Pezoporikos Larnaca
- 1991-1992  Pezoporikos Larnaca
- 1992-1993  Achilleas
- 1993-1994  Pezoporikos Larnaca
- 1994-1995  APOEL
- 1995-1996  APOEL
- 1996-1997  Keravnos
- 1997-1998  APOEL
- 1998-1999  APOEL
- 1999-2000  Keravnos
- 2000-2001  Keravnos
- 2001-2002  APOEL
- 2002-2003  AEL Limassol
- 2003-2004  AEL Limassol
- 2004-2005  AEL Limassol
- 2005-2006  AEL Limassol
- 2006-2007  AEL Limassol
- 2007-2008  Keravnos
- 2008-2009  APOEL
- 2009-2010  APOEL
- 2010-2011  ETHA Engomis
- 2011-2012  ETHA Engomis
- 2012-2013  AEK Larnaca
- 2013-2014  APOEL
- 2014-2015  AEK Larnaca
- 2015-2016  AEK Larnaca
- 2016-2017  Keravnos
- 2017-2018  AEK Larnaca
- 2018-2019  Keravnos
- 2019-2020 non assegnato
- 2020-2021  AEK Larnaca
- 2021-2022  Keravnos
- 2022-2023  AEK Larnaca
- 2023-2024  Keravnos

## Vittorie per club
| Club                    | Titolo | Città           | Anno                                                                         |
| ----------------------- | ------ | --------------- | ---------------------------------------------------------------------------- |
| AEL Limassol            | 13     | Limassol        | 1974, 1978, 1980, 1982, 1983, 1985, 1987, 1988, 2003, 2004, 2005, 2006, 2007 |
| APOEL                   | 11     | Nicosia         | 1976, 1979, 1981, 1995, 1996, 1998, 1999, 2002, 2009, 2010, 2014             |
| Keravnos                | 9      | Strovolos       | 1989, 1997, 2000, 2001, 2008, 2017, 2019, 2022, 2024                         |
| AEK Larnaca             | 6      | Larnaca         | 2013, 2015, 2016, 2018, 2021, 2023                                           |
| Achilleas               | 5      | Kaimakli        | 1975, 1977, 1984, 1986, 1993                                                 |
| Pezoporikos Larnaca     | 4      | Larnaca         | 1973, 1991, 1992, 1994                                                       |
| PAEEK                   | 3      | Lakatamia       | 1970, 1971, 1972                                                             |
| ETHA Engomis            | 2      | Engomi          | 2011, 2012                                                                   |
| ENAD                    | 2      | Ayios Dhometios | 1969, 1990                                                                   |
| Digenis Akritas Morphou | 2      | Nicosia         | 1967, 1968                                                                   |